# Windows Media Services
Windows Media Services (WMS) – komponent o charakterze usługi sieciowej, wbudowany w system operacyjny Microsoft Windows, pozwalający na udostępnianie mediów strumieniowych w sieci lokalnej oraz w internecie. Pliki multimedialne mogą być dostarczane w jednym z formatów Windows Media oraz w formatach: MP3 i JPEG. WMS może działać zarówno w trybie "na żądanie" (on-demand), jak i "na żywo" (live). 
Poza samym dostarczaniem treści, WMS może także służyć jako cache/proxy dla danych, nagrywać media strumieniowe, zapewniać uwierzytelnianie, wymuszać określone limity na połączenia klientów, obsługiwać prawa dostępu, wykorzystywać różnorodne protokoły komunikacyjne, generować statystyki użycia oraz zapewniać korekcję błędów. Ponieważ WMS może obsługiwać bardzo wiele równoległych połączeń – jest komponentem, który może być wykorzystywany przez internetowych nadawców multimediów.
Odbiorcami treści nadawanych przez serwer WMS mogą być:
- komputery lub inne urządzenia, które mogą odtwarzać multimedia przy pomocy odtwarzacza multimedialnego, np. Windows Media Player, VLC, MPlayer;
- inne serwery, na których działa WMS, funkcjonujące jako cache/proxy;
- inne aplikacje utworzone za pomocą WMS SDK.

Możliwości WMS zależą od wersji systemu operacyjnego, w której został on zaimplementowany. Wersja podstawowa wchodzi w skład edycji standardowej systemu Windows Server 2003, a najbardziej rozbudowana dostępna jest w Windows Server 2008, w wersji "Enterprise" oraz "Datacenter".